# Carl Otto von Madai
Carl Otto von Madai, född den 23 mars 1809, död den 4 juni 1850, var en tysk rättslärd och statsman.
Madai föddes i Halle och studerade vid universitetet i Halle. Han blev lektor där 1832 och professor 1835. Han flyttade till universitetet i Dorpat 1837, där han stannade till 1843, då han blev privatsekreterare till hertiginnan Elisabeth av Nassau. 
1845 blev han professor i juridik vid universitetet i Kiel, där han deltog i debatterna om den schleswig-holsteinska frågan. Han deltog i Frankfurtparlamentet 1848 och blev därefter envoyé från den provisoriska regeringen i Schleswig-Holstein till Tyska förbundet. 1849 blev han även juridikprofessor vid universitetet i Freiburg, där han dog året därpå.